# Hemihyalea ochracea
Hemihyalea ochracea là một loài bướm đêm thuộc phân họ Arctiinae, họ Erebidae.